# Информационные технологии (корпорация)
«Информационные технологии» — украинский разработчик программного обеспечения для автоматизации распределённых компаний, крупных и средних промышленных предприятий, предприятий финансового сектора, услуг, холдинговых структур. Полное наименование — ООО «НПП „Информационные технологии“».
В компании работает более 350 сотрудников. Центральный офис компании расположен в г. Киев (Украина).

## История
Компания была создана на базе отраслевого конструкторского бюро Минэлектротехпрома СССР 19 октября 1987 года.
Первая версия ERP-системы IT-Enterprise вышла в 1989 году для мейнфреймов. В 1990-х годах система была портирована на персональные ЭВМ и продолжила развиваться уже на этой платформе.
Компания изначально ориентировалась только на комплексные проекты автоматизации крупных и средних промышленных предприятий. Первые проекты выполнялись в машиностроении и в кабельной промышленности.

## Продукты

### IT-Enterprise
IT-Enterprise (IT-Предприятие) — полнофункциональная ERP-, MRP II-, MES-, APS-, EAM-, SCM- и CRM-система,, охватывающая все стороны деятельности предприятия, а также обеспечивающая управление группой предприятий. Система является многоязычной, поставляется в трёх интерфейсах: русский, украинский и английский.
По состоянию на январь 2018 года актуальной версией продукта является IT-Enterprise 2018.

## Внедрение системы
Компания имеет узконаправленную сеть и не сотрудничает с интеграторами. Продукт распространяется исключительно через партнеров, занимающихся как поставкой, так и внедрением системы IT-Enterprise. Для реализации проектов внедрения системы компания использует только собственные внедренческие центры.

## Позиции на рынке
Согласно данным компании International Data Corporation, доли разработчиков ПО на Украине распределялись следующим образом:
- SAP — 43,4 %;
- IT-Enterprise — 15,7 %;
- 1С — 13,9 %;
- Oracle — 11,7 %;
- Microsoft — 6,1 %;
- остальные — 9,2 %.